# Ferenc Györök
Ferenc Györök (* 2. August 1928 in Alcsút; † 2001) war ein Offizier in der Volksrepublik Ungarn und zuletzt Generalmajor (Vezérőrnagy) im Innenministerium (Belügyminisztérium) sowie von 1971 bis 1986 Kommandant der Polizeihochschule (Rendőrtiszti Főiskola).

## Leben
Ferenc Györök, Sohn von Margit Józsa, besuchte bis 1943 vier Jahre die Mittelschule sowie 1949 für vier Wochen eine Schule des Nationalen Verbandes der Bauern und Landarbeiter DÉFOSZ (Dolgozó Parasztok és Földmunkások Országos Szövetsége). Nachdem er 1950 einen einmonatigen Lehrgang für Offiziere der Staatssicherheit an der Feliks Dzierżyński-Offiziersausbildungsschule des Innenministeriums BM(Belügyminisztérium) besucht hatte, trat er als Unterleutnant (Alhadnagy) in die Abteilung II der Staatsschutzbehörde ÁVH (Államvédelmi Hatóság). Dort wurde er 1951 zum Leutnant (Hadnagy) und besuchte einen fünfmonatigen Lehrgang an der Parteischule der Partei der Ungarischen Werktätigen MDP (Magyar Dolgozók Pártja). 1952 wurde er nach seiner Beförderung zum Oberleutnant (Főhadnagy) Instrukteur im Parteikomitee der ÁVH beziehungsweise 1953 im Parteikomitee des Innenministeriums. Er absolvierte zwischen 1953 und 1955 ein Studium an der Parteihochschule der MDP und war nach seiner Beförderung zum Hauptmann (Százados) 1955 bis 1956 Leiter der Agitations- und Propagandaabteilung im Parteikomitee des Innenministeriums.
Nach der Niederschlagung des Volksaufstandes (23. Oktober bis 4. November 1956) war Györök von 1956 bis 1957 als Offizier zum 1. Regiment abgeordnet sowie im Anschluss 1957 Prüfer in der Prüfungskommission des Innenministeriums, ehe er zwischen 1957 und 1958 als Chef des Stabes im Polizeipräsidium Komitat Fejér sowie des Komitatssitzes Székesfehérvár fungierte. Danach begann er nach einem Ergänzungsstaatsexamen an der Parteihochschule der Ungarischen Sozialistischen Arbeiterpartei MSZMP (Magyar Szocialista Munkáspárt) 1958 ein Studium an der Hochschule für Inneres Recht Sowjetunion, das er 1962 abschloss. Während dieser Zeit wurde er 1960 auch zum Major (Őrnagy) befördert. Zugleich beendete er 1962 seine Promotion zum Doktor der Rechte an der Fakultät für Politikwissenschaften und Recht ÁJTK (Állam- és Jogtudományi Kara) der Eötvös-Loránd-Universität (ELTE).
Im Anschluss war Ferenc Györök zwischen 1962 und 1966 Leiter der Abteilung BM II/I-2 Kriminaluntersuchungen im Innenministerium und wurde als solcher 1963 auch zum Oberstleutnant (Alezredes) befördert, woraufhin er von 1966 bis 1970 erster stellvertretender Leiter der Abteilung Kriminalpolizei des Budapester Polizeipräsidiums (Budapesti Rendőr-főkapitányság) war. Im Oktober 1965 nahm er am III. Internationalen Symposium für Kriminologie in Prag teil und berichtete von seinen Studien auf der Grundlage innerstaatlicher Erfahrungen. Darin befasste er sich insbesondere mit der Jugendkriminalität in der Hauptstadt. Aus einem veröffentlichten Interview mit ihm ging hervor, dass in der Hauptstadt jährlich rund tausend Straftaten von Kindern unter vierzehn Jahren begangen wurden. Die Jugendlichen wurden schließlich freigelassen, teilweise aufgrund seiner Ansicht, in der er berichtete, dass das „Hippie-Phänomen“ in der Hauptstadt im Monat Mai nicht wesentlich weiter verbreitet werden konnte. Dort erfolgte 1968 seine Beförderung zum Oberst (Ezredes). Nachdem er von 1970 bis 1971 Kommandant der Zentralen Offiziersschule der Polizeiakademie (Központi Tiszti Iskola Rendőrtiszti Akadémia) war, wurde er 1971 Kommandant der Polizeihochschule (Rendőrtiszti Főiskola) und verblieb auf diesem Posten bis zu seinem Eintritt in den Ruhestand 1986. Während dieser Zeit wurde er 1979 zum Generalmajor (Vezérőrnagy) und besuchte zudem einen Führungslehrgang der Parteihochschule der MSZMP.

## Hintergrundliteratur
- Tanulmányok Györök Ferenc tiszteletére a rendészeti felsőoktatás köréből, (dt.: Studien zu Ehren von Ferenc Györök aus dem Bereich der Strafverfolgungshochschulbildung), Budapest, RTF, 2006

## Weblink
- Györök Ferenc. In: Historisches Archiv der Staatssicherheitsdienste (Állambiztonsági Szolgálatok Történeti Levéltára). Abgerufen am 3. März 2023 (ungarisch).